# Annise Parkerová
Annise Danette Parkerová (* 17. května 1956 Houston, Texas, USA) je americká politička.
Je členka Demokratické strany a působila jako městská kontrolorka. V roce 2010 byla zvolena starostkou Houstonu. Ve své době byl Houston nejlidnatějším městem ve Spojených státech, který si do svého vedení zvolil osobu žijící ve stejnopohlavním svazku. Parkerová získala 53 % hlasů. Starostkou byla do ledna 2016. 